# Лаутерталь (Оденвальд)
Лаутерталь (нем. Lautertal) — коммуна в Германии, в земле Гессен. Подчиняется административному округу Дармштадт. Входит в состав района Бергштрассе. Население составляет 7082 человека (на 31 декабря 2010 года). Занимает площадь 30,76 км².

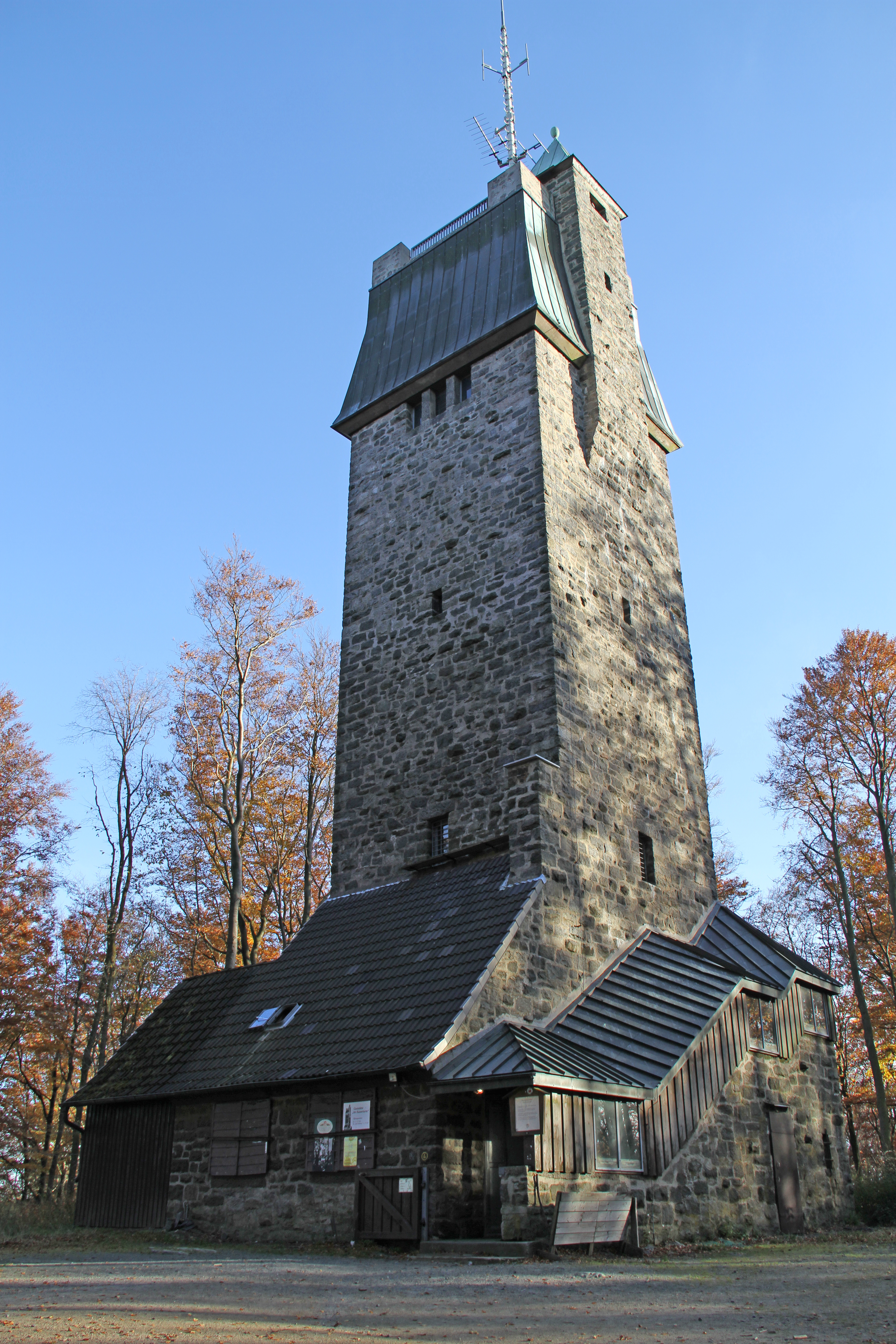
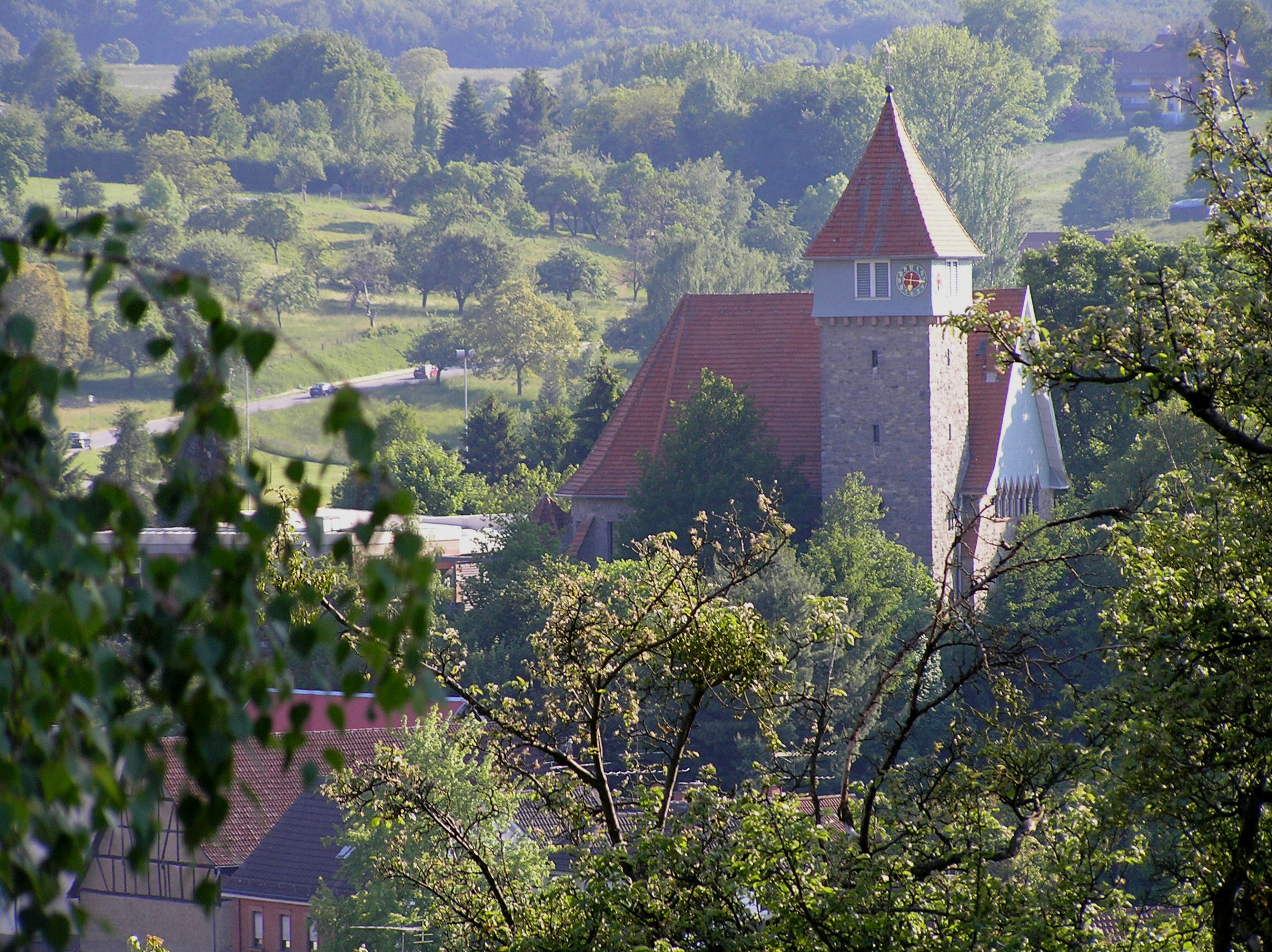